# Strychnos toxifera
Kurarebuske, Strychnos toxifera, är en tvåhjärtbladig växtart som beskrevs av Schomb. och George Bentham. Strychnos toxifera ingår i släktet Strychnos och familjen Loganiaceae. Inga underarter finns listade i Catalogue of Life.